# أشكر
قرية أشكر هي إحدى القرى التابعة لمركز فاقوس في محافظة الشرقية في جمهورية مصر العربية. حسب إحصاءات سنة 2006، بلغ إجمالي السكان في أشكر 4394 نسمة، منهم 2231 رجل و2163 امرأة.